# Wierchniegłubokoje
Wierchniegłubokoje (ros. Верхнеглубокое) – wieś (dieriewnia) w Rosji, w obwodzie kurgańskim, w rejonie lebiażjewskim. W 2010 liczyła 457 mieszkańców.